# Polisemia
Polisemia, polisemantyzm, wieloznaczność (fr. polysémie; gr. polýs „liczny”, sêma „znak”) – zjawisko wyrażania różnych treści (znaczeń) za pomocą jednego środka językowego (słowa, ciągu głosek). Znaczenia te powinny być ze sobą wzajemnie powiązane (np. na zasadzie metonimii), mieć wspólne pochodzenie i wynikać z sensu podstawowego. Zjawisko polisemii, w odróżnieniu od homonimii, zachodzi w ramach pojedynczego leksemu.
Przykłady:
- powód – 1) przyczyna, 2) termin prawny oznaczający osobę pozywającą do sądu
- język – 1) organ ciała, 2) mowa ludzka

Charakter polisemiczny wykazuje duża część zasobu leksykalnego języka. Polisemia stanowi łatwy środek wzbogacania inwentarza leksykalnego. Stwierdzono, że stopień polisemii jest uzależniony od frekwencji użycia słowa: im dane słowo jest częstsze, tym więcej ma ono znaczeń. Polisemia wyrazu w jednym języku często przypomina zakres znaczeniowy tego samego wyrazu w innych językach, co uchodzi za świadectwo prawidłowości rozwojowych semantyki. Polisemia może również powstawać w wyniku naśladowania (kalkowania) innego języka. Na przykład polskie i czeskie słowo „zamek”, mające charakter polisemiczny (oznacza zarówno budowlę, jak i element zamykający), uzyskało znaczenie budowli pod wpływem niemieckiego wyrazu Schloss.
Zjawisko polisemii odróżnia się od homonimii, czyli związku między wyrazami identycznymi pod względem brzmienia, ale niedających się sprowadzić do wspólnego źródła lub niewykazujących uchwytnej zależności. Kryteria wypracowane przez językoznawstwo są jednak niejasne i ścisłe odgraniczenie homonimii od właściwej polisemii nie zawsze jest możliwe. Rozróżnienie między tymi pojęciami jest związane z aspektem genetycznym, a więc diachronią językową. W ujęciu językoznawstwa synchronicznego odróżnianie polisemii od homonimii uchodzi za bezpodstawne. Z perspektywy onomazjologii zjawisko istnienia tożsamych nazw na określenie różnych pojęć, np. w różnych systemach terminologicznych („język” w sensie anatomicznym, „język” w sensie lingwistycznym), stanowi przejaw tzw. tautonimii.